# Muzeum Wojskowości, Szkolnictwa i Wsi w Dziedzicach
Muzeum Wojskowości, Szkolnictwa i Wsi w Dziedzicach – muzeum z siedzibą we wsi Dziedzice, w powiecie myśliborskim. Placówka jest filią Muzeum Regionalnego w Barlinku.
Muzeum powstało w 2005 roku, kiedy to Stowarzyszenie Przyjaciół Dziedzic przejęło budynek dawnej Szkoły Podstawowej im. Tadeusza Starca w Dziedzicach. W obiekcie – oprócz muzeum – uruchomiono także schronisko młodzieżowe. W 2010 roku placówka została wyremontowana i doposażona ze środków Programu Rozwoju Obszarów Wiejskich na lata 2007–2013.
W ramach ekspozycji muzeum prezentowane są następujące wystawy stałe:
- historyczna, poświęcona więźniom Oflagu II C Woldenberg w Dobiegniewie (pamiątki obozowe, umundurowanie, militaria),
- etnograficzna, prezentująca życie codzienne okolicznej dawnej wsi (stroje, przedmioty codziennego użytku, narzędzia rolnicze, wyposażenie warsztatów rzemieślniczych),
- rekonstrukcja dawnej klasy szkolnej wraz z wyposażeniem i pomocami naukowymi.